# Франтішек Планічка
Франтішек Планічка (чеськ. František Plánička; * 2 червня 1904, Прага — † 20 червня 1996, Прага) — чехословацький футболіст. Воротар, більшість кар'єри провів у «Славії» (Прага). 8-разовий чемпіон Чехословаччини, 5-разовий володар Кубка Чехословаччини, володар Кубка Мітропи 1938. Віце-чемпіон світу 1934. Провів 73 гри за збірну Чехословаччини. Один із найкращих воротарів світу 1920-х і 1930-х років. Визнаний найкращим чеським воротарем усіх часів. За версією Міжнародної федерації футбольної історії та статистики посів 9-е місце серед найсильніших воротарів XX сторіччя.

## Життєпис

### Юні роки
Окрім футболу, грав у хокей на траві, займався гімнастикою та легкою атлетикою. У 12-річному віці прийнятий до дитячої футбольної команди клубу «Слован» (Прага). Спочатку грав у нападі, але згодом тренер поставив хлопця на ворота. Також виступав за «Уніон» і «Олімпія Старе Місто». У 15-річному віці перейшов до іншого празького клубу «Бубенец», де почав виступати за головну дорослу команду. Хороша гра воротаря привернула увагу фахівців і Планічкою зацікавився гранд чехословацького футболу «Спарта» (Прага), але «Спарта» не взяла воротаря, ймовірно, через його низький зріст.

### «Славія» (Прага)
1 жовтня 1923 року Франтішек Планічка підписав контракт із клубом «Славія» (Прага). Спочатку конкурував за місце в основі з Йозефом Штапліком, потім став основним воротарем. Зі середини 1920-х років почалася найуспішніша ера в історії клубу. Від 1925 року, коли вперше провели чемпіонат Чехословаччини, до 1938 року, коли Планічка завершив кар'єру, клуб 8 разів здобував «золото» першості та 5 разів «срібло», жодного разу не опустившись нижче від 2-го місця. У 1929 році «Славія» стала фіналістом Кубка Мітропи — одного з попередників Кубка європейських чемпіонів, у 1938 році виграла цей Кубок. У 1932 році команда мала всі шанси поборотися за перемогу — в першому півфіналі «Славія» розгромила вдома «Ювентус» 4:0, але під час гри на виїзді розлючена італійська публіка вчинила безладдя на трибунах, кидала камені на поле, один з яких влучив у Планічку. На 46-й хвилині за рахунку 2:0 на користь «Ювентуса» матч припинено, чехословаки в супроводі поліції покинули поле. Президент празької команди Вацлав Валоушек не дозволив своїм гравцям повернутися на поле, а комітет Кубка Мітропи дискваліфікував обидвох півфіналістів. Зіграв 42 матчі за «Славію» в дербі проти «Спарти», на два більше тільки на рахунку Копецького.

Працював чиновником у празькій конторі пенсійного забезпечення, а футбол вважав тільки грою, тому, наприклад, відмовився від фінансово вигідних пропозицій ряду англійських клубів у 1930-х роках.

### Збірна

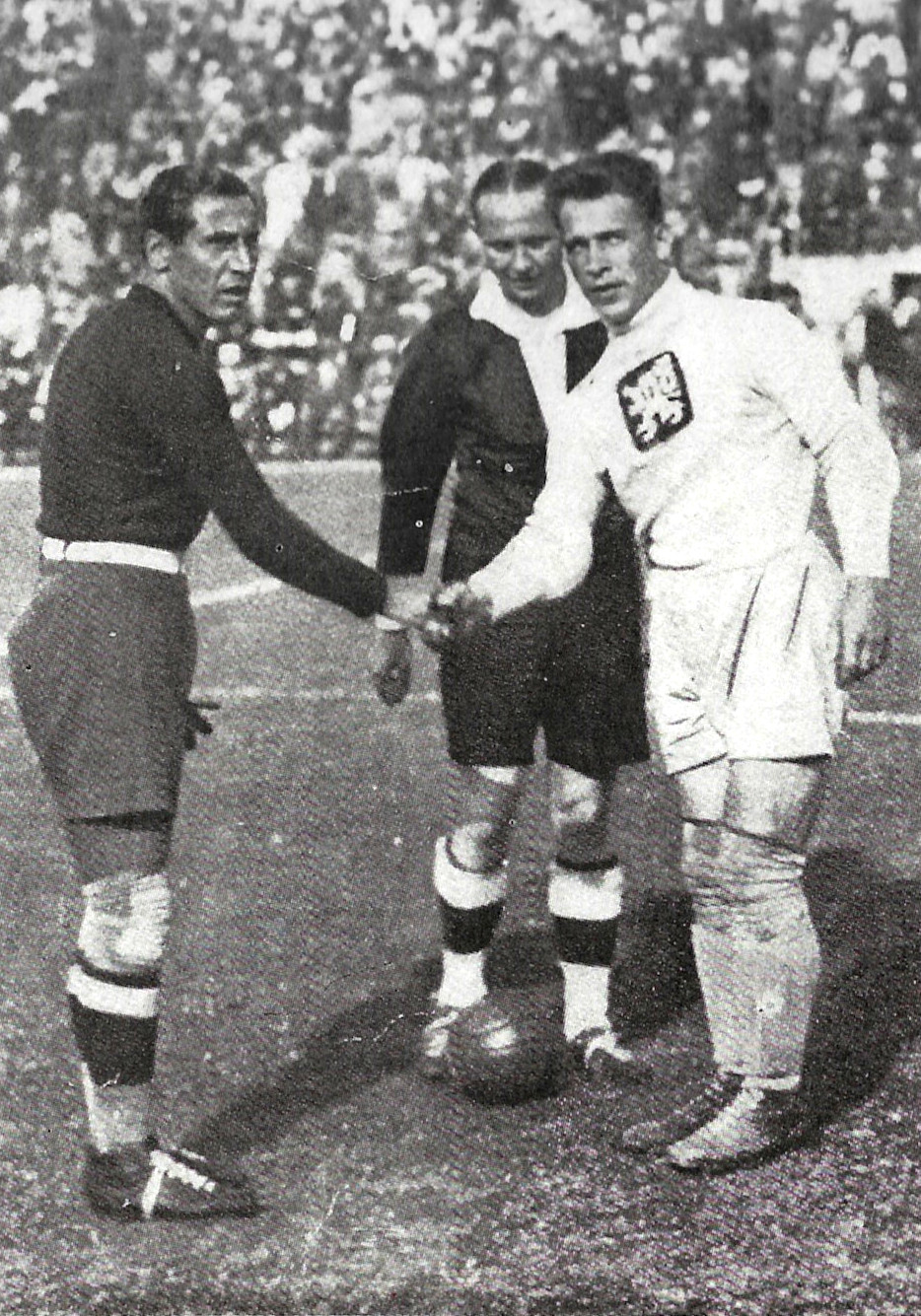
Воротарі-капітани Джанп'єтро Комбі та Франтішек Планічка (справа) перед фіналом ЧС-1934

За збірну Чехословаччини дебютував 17 січня 1926 року в Турині в грі проти Італії (1:3). З 1932 року був капітаном збірної.
Став віце-чемпіоном першості світу 1934, коли команда Чехословаччини, основу якої становили футболісти «Славії», дійшла до фіналу, де поступилася господарям італійцям 1:2. Планічка вразив своєю майстерністю італійську публіку, за що отримав від журналістів статуетку «Золотий Персей». Щоправда, лауреатові приз вручили тільки через 30 років — після товариської гри Італія—ЧССР у Флоренції 11 квітня 1964 року (0:0).
Одним із найкращих своїх матчів вважав гру з Англією 1 грудня 1937 року на лондонському «Вайт Гарт Лейн», де господарі зі значними зусиллями виграли тільки 5:4, тоді як більшість континентальних команд програвали англійцям із розгромними рахунками. Заради участі в цьому поєдинку Планічка не зіграв за збірну Центральної Європи, ворота якої йому запропонували захищати в товариському матчі проти Західної Європи.
На чемпіонаті світу 1938 у Франції чехословаки у першому раунді плей-оф всуху обіграли Голландію 3:0, а в 1/4 фіналу зустрілися зі збірною Бразилії. Матч 12 червня 1938 року отримав назву «битва під Бордо», оскільки грубої гри не цуралися обидві команди. На 85-й хвилині за рахунку 1:1 з Планічкою зіткнувся нападник суперників Перасіо, внаслідок чого воротаря винесли з поля. Виявилося, що в нього зламане зап'ястя і стався рецидив старого перелому ліктьового суглоба (існують різні дані — деякі джерела стверджують, що воротар пошкодив ключицю). Попри сильний біль і, фактично, лише одну здорову руку, Франтішек Планічка повернувся на поле і зумів відбити всі удари суперників в останні хвилини основного часу та 30 хвилин додаткового. Після гри на руку наклали гіпс, а ця важка травма змусила Планічку завершити кар'єру в національній збірній. У переграванні, яке відбулося через два дні, на воротях стояв запасний воротар Карел Буркерт, а Чехословаччина поступилася з рахунком 1:2.
Загалом за національну збірну протягом 1926—1938 років провів 73 гри, в тому числі 37 у ранзі капітана. Пропустив 121 гол. Став рекордсменом збірної за кількістю проведених ігор, його досягнення перевершив Ладислав Новак у 1963 році.

### Стиль гри
Відзначався хорошою стрибучістю та реакцією, хоча через невеликі габарити (172 см зросту, за деякими даними — 178) деколи мав проблеми з ударами, які йшли у верхній кут воріт. Надійно забирав і фіксував м'яч у руках. Коли відбивав удар, то намагався не вибити шкіряну кулю ногою чи кулаком, а зловити його в руки. Сміливо йшов у ноги суперникові, що часто приводило до травм, яких у кар'єрі Планічки було багато. Радянський футболіст Олександр Старостін після турне по Чехословаччині згадував, що Планічка грав далеко за межами воротарського майданчика і сміливо виходив на перехоплення та намагався точно вкинути м'яча до товариша по команді, а не вибивав куди-небудь, як більшість тогочасних воротарів. Водночас партнер голкіпера у клубі «Славія» Руді Витлачил розповідав, що Планічка інколи помилявся під час перехоплення навісів, а докладний пас своєму футболістові і точне вибивання м'яча в поле ногою були для нього проблемою.

### Після завершення ігрової кар'єри
Тренував команди «Наход», «Бероун», «Славой» Модржани, керував секцією у рідному клубі «Славія» (Прага). Багато грав за команди ветеранів «Славії» та Чехословаччини, остаточно перестав виходити на поле лише у 1984 році.
26 вересня 1985 року отримав почесну нагороду міжнародної організації ЮНЕСКО за пропаганду ідей чесної гри.

## Титули і досягнення
- Віце-чемпіон світу: 1934